# Тешова
Тешова (словен. Tešova) — поселення в общині Врансько, Савинський регіон, Словенія. 
Висота над рівнем моря: 501,8 м.